# Dorobanțu (gmina Plătărești)
Dorobanțu – wieś w Rumunii, w okręgu Călărași, w gminie Plătărești. W 2011 roku liczyła 1241 mieszkańców.